# Marguerite De La Motte

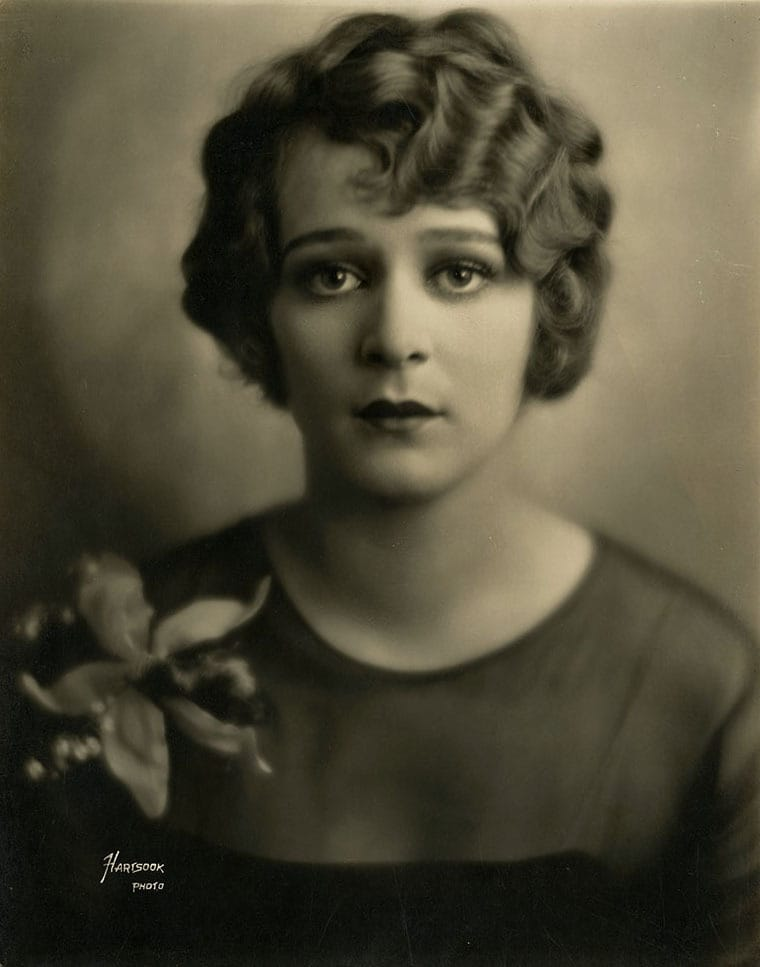
Marguerite De La Motte (um 1924, Fotografie von Fred Hartsook)

Marguerite De La Motte (* 22. Juni 1902 in Duluth, Minnesota; † 10. März 1950 in San Francisco, Kalifornien) war eine US-amerikanische Schauspielerin und Tänzerin der Stummfilmära, die den Höhepunkt ihrer Karriere in den 1920er Jahren hatte. Bekanntheit erlangte sie vor allem als mehrfache Filmpartnerin von Douglas Fairbanks senior.

## Leben
Marguerite De La Motte nahm Schauspielunterricht und absolvierte 1917 ihren Abschluss an der Egan School of drama, music, and dancing. Anschließend nahm sie Ballettunterricht bei Anna Pawlowna Pawlowa. 1919 gab De La Motte ihr Bühnendebüt als Tänzerin im Theater von Sid Grauman. Ihre erste Filmrolle spielte sie bereits ein Jahr zuvor im Drama Arizona an der Seite von Douglas Fairbanks senior.
In den folgenden Jahren etablierte sich Marguerite De La Motte als erfolgreiche Filmschauspielerin in einer Vielzahl von Hauptrollen und tragenden Nebenrollen, darunter noch mehrere Male zusammen mit Douglas Fairbanks. So war sie 1920 als Lolita Pulido in Das Zeichen des Zorro und 1921 als Constance Bonacieux in Die drei Musketiere zu sehen. Eine weitere Zusammenarbeit der auch im Privatleben befreundeten Schauspieler entstand 1929 mit Die eiserne Maske.
Mit dem Ende der Stummfilmära ließ ab 1930 auch die Karriere von De La Motte nach. Dennoch wirkte sie noch bis 1942 vereinzelt als Nebendarstellerin in Filmen mit, ehe sie sich 1942 mit 40 Jahren ins Privatleben zurückzog.
Marguerite De La Motte war zweimal verheiratet. Ihre erste Ehe mit dem Schauspieler John Bowers wurde 1924 geschlossen und dauerte bis zu dessen Suizid im Jahr 1936 an. Zum Zeitpunkt seines Todes lebte das Paar bereits getrennt voneinander. De La Mottes zweite Ehe mit dem Rechtsanwalt Sidney H. Rivkin wurde nach vier Jahren geschieden.
Nach dem Ende ihrer Filmkarriere zog De La Motte nach San Francisco und arbeitete dort in einem Büro des Roten Kreuzes. Während des Zweiten Weltkriegs war sie als Inspektorin in einem Rüstungsbetrieb in Südkalifornien tätig.
Marguerite De La Motte starb am 10. März 1950 im Alter von 47 Jahren an einem Thrombus in San Francisco. Die Urne der Schauspielerin wird im Kolumbarium des Olivet Memorial Park im San Mateo County aufbewahrt.
1960 erhielt Marguerite De La Motte postum einen Stern auf dem Hollywood Walk of Fame auf Höhe des 6902 Hollywood Boulevard.

## Filmografie (Auswahl)
- 1918: Arizona
- 1919: Josselyn’s Wife
- 1919: For A Woman’s Honor
- 1919: In Wrong
- 1920: The Hope
- 1920: The Sagebrusher
- 1920: Das Zeichen des Zorro (The Mark of Zorro)
- 1921: The Nut
- 1921: Die drei Musketiere (The Three Musketeers)
- 1922: Shadows
- 1923: Scars of Jealousy
- 1923: A Man of Action
- 1923: Desire
- 1923: Richard the Lion-Hearted
- 1924: In Love with Love
- 1925: Cheaper to Marry
- 1925: Daughters Who Pay
- 1925: Flattery
- 1925: Off the Highway
- 1925: The People vs. Nancy Preston
- 1926: Bedrohte Grenzen (The Last Frontier)
- 1926: Fifth Avenue
- 1926: Pals in Paradise
- 1927: Sing-Sing – Das Haus ohne Hoffnung (Held by the Law)
- 1929: Die eiserne Maske (The Iron Mask)
- 1930: Shadow Ranch
- 1934: A Woman’s Man
- 1941: Reg’lar Fellers
- 1942: The Man Who Returned to Life
- 1942: Overland Mail